# Costa Brava

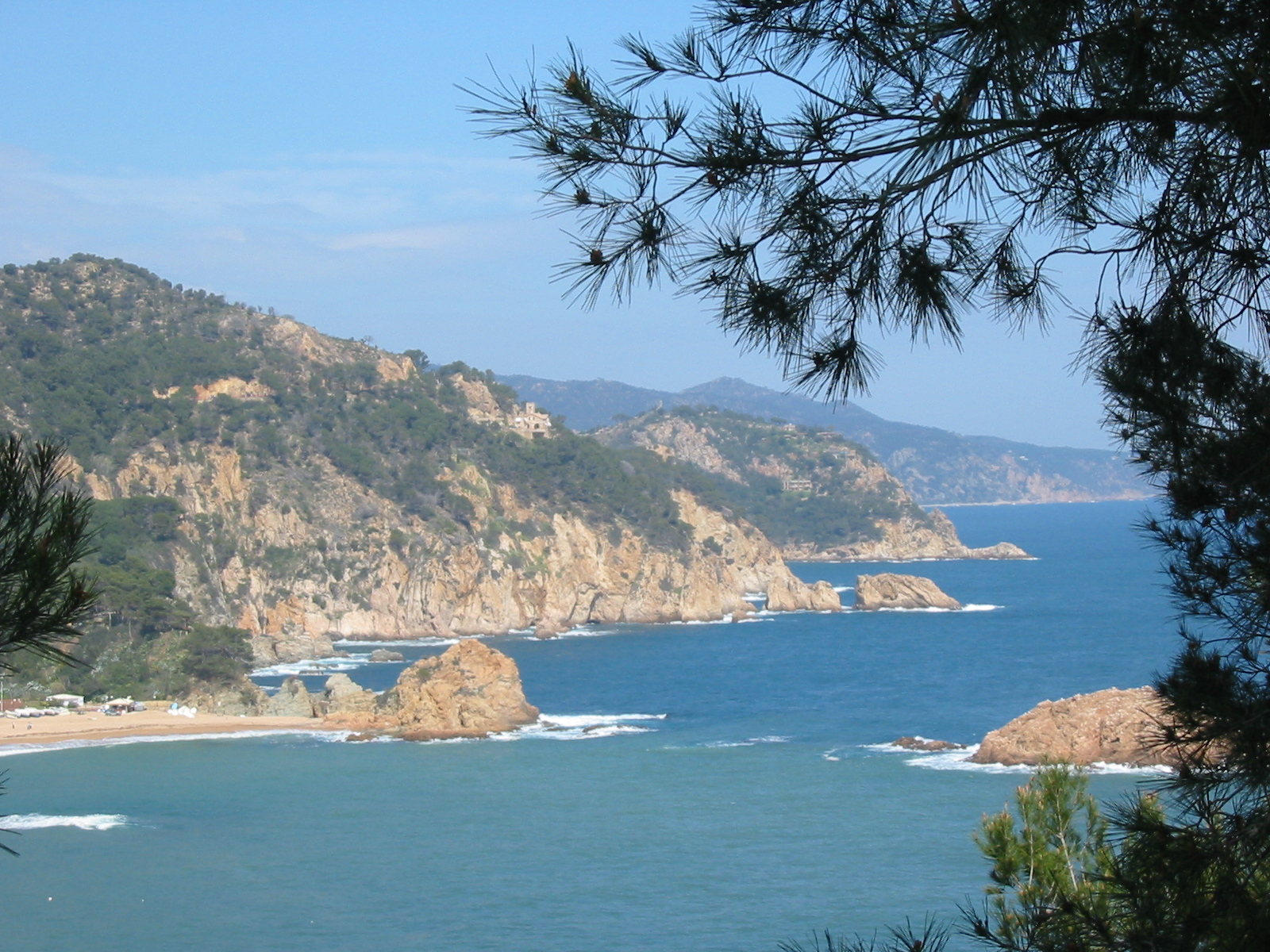
Calas en la Costa Brava.

La Costa Brava es la zona costera de la provincia de Gerona, Cataluña, España. Esta franja litoral tiene una extensión de 214 km. Comienza en Blanes y acaba en Portbou, en la frontera con Francia, abarcando las comarcas catalanas del Alto Ampurdán, el Bajo Ampurdán y La Selva. Limita al norte con la Costa Bermeja y al sur con la Costa del Maresme.

## Origen del término Costa Brava

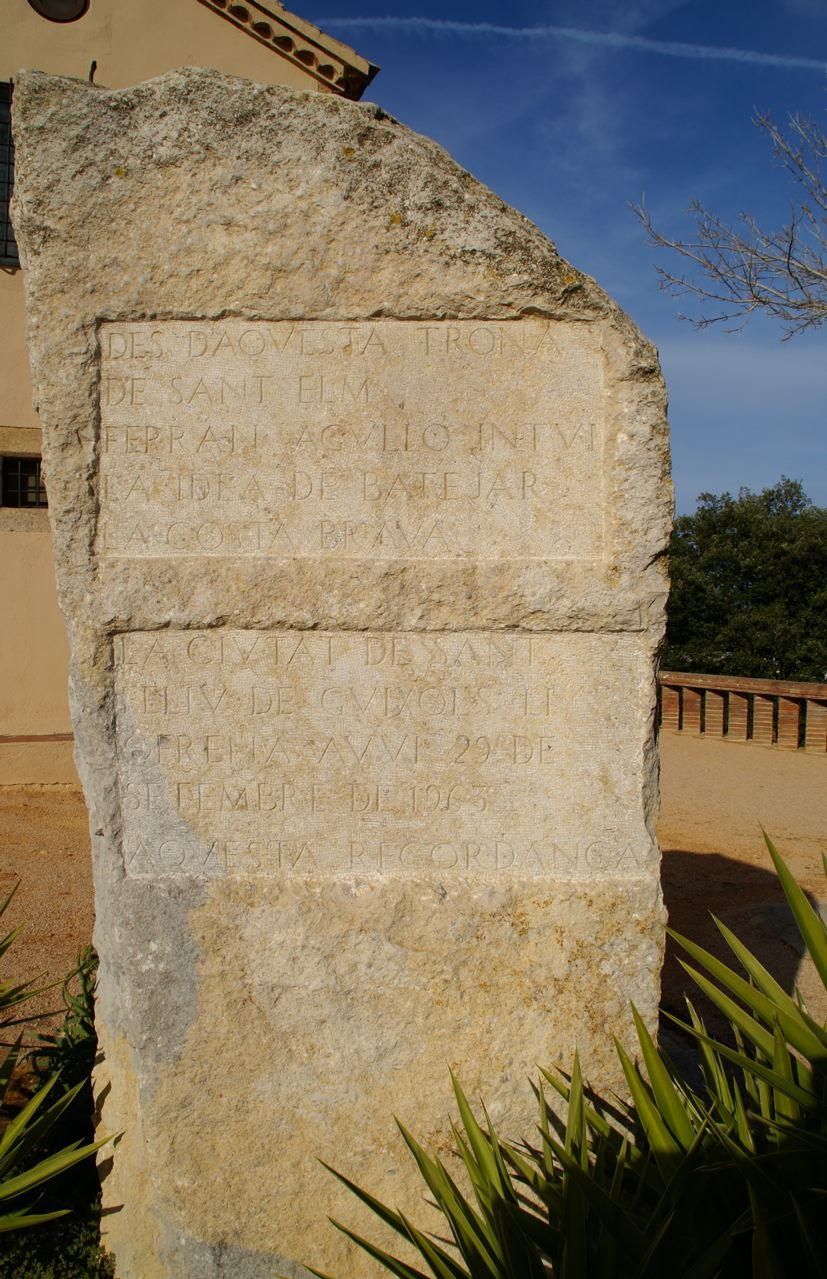
Monolito recordatorio en la ermita de Sant Elm con el texto:
«Desde esta trona
de Sant Elm
Ferran Agulló intuyó
la idea de bautizar
la Costa Brava»

El término «Costa Brava» fue publicado por el periodista Ferran Agulló en las páginas de La Veu de Catalunya el 12 de septiembre de 1908. Con esta expresión el periodista quería describir el paisaje agreste y escarpado que caracteriza gran parte de la zona costera.
«Costa brava» es, desde tiempo inmemorial, una locución propia de gente de mar. En los medios marineros se llamaba y se llama costa brava a toda costa abrupta y rocosa, de características análogas a la costa de Mallorca pero en la gerundense. El nombre quizás carece de raíz popular, pero es de origen marinero y, en la costa catalana y en el siglo decimonono, ésta es una forma de raíz popular.
Ya por la década de 1930, los turistas llenaban las playas de la zona, pero aún se mezclaban con pescadores y agricultores que cultivaban cerca de la costa. A partir de la década de 1950 y 1960 el fenómeno turístico se generalizó durante el milagro económico español (1959-1973) y hubo un gran desarrollo urbanístico de algunas localidades de estas comarcas.
Hasta la llegada de la economía del turismo, muchas de las localidades de la región costera eran pequeños pueblos de pescadores de casas encaladas y estrechas callejuelas. Sus habitantes, sus tradiciones y la belleza natural de la región despertaron el interés de artistas y escritores como Marc Chagall, Picasso, Rusiñol o Dalí. Actualmente, la zona aún conserva gran parte de esta esencia que la caracterizaba antes del cambio que supuso la llegada del turismo.
La popular denominación «Costa Brava» asignada al litoral gerundense fue adoptada internacionalmente en los años de máximo esplendor del fenómeno turístico y se oficializó en 1965.

## Historia
La ubicación geográfica de lo que ahora conocemos como Costa Brava, ha sido, desde hace siglos, una zona de paso y asentamiento para numerosos pueblos y culturas, y la puerta de entrada en la Península desde la Europa mediterránea. La gran cantidad de restos históricos de la zona son testimonio de este hecho.
Los primeros vestigios de actividad que nos encontramos pertenecen a los pobladores del Paleolítico.
Avanzando un poco en la historia, constatamos la presencia de pueblos indoeuropeos que dejaron su rastro en construcciones megalíticas que podemos encontrar muy cerca de Rosas, en las Gavarras y en la sierra de Rodes. Estos monumentos tienen una antigüedad estimada de 5000 años a. C. y los podemos encontrar en las comarcas del Pla de l'Estany, la Cerdaña, La Selva, Bajo Ampurdán y Alto Ampurdán.
Milenios más tarde, observamos la presencia de pueblos colonizadores como los griegos o los romanos.
Durante el siglo III a. C. el territorio ibérico fue un importante escenario de las operaciones bélicas que mantuvieron cartagineses y romanos, las denominadas guerras púnicas. En el momento en el que los cartagineses fueron finalmente derrotados, los romanos tomaron el control de la zona y progresivamente de toda la península ibérica, pero tuvieron que luchar constantemente contra la resistencia local. Una de estas tribus autóctonas eran los indigetes, que estaba situados en el área litoral que ahora ocupa la Costa Brava.

### Conjuntos más importantes que ilustran este hecho

#### Ciudad Ibérica de Ullastret
Es uno de los yacimientos ibéricos más grande de Cataluña. Está situado en la localidad de Ullastret, en la comarca del Bajo Ampurdán. Data desde el siglo VI a. C. hasta principios del II a. C. En el mismo poblado también se han encontrado restos anteriores a los indigetes, la tribu ibérica que se asentó en el territorio. Actualmente, en el recinto aún se pueden ver restos de viviendas, cisternas, silos para almacenar grano y algunos templos.

#### Yacimiento griego y romano de Ampurias
Este recinto está situado en San Martín de Ampurias, a dos kilómetros de La Escala, en la comarca del Alto Ampurdán. Los griegos se asentaron en el territorio a principios del siglo VI antes de Jesucristo, y después fueron los romanos quienes ocuparon la zona en el siglo II a. C.
En la actualidad, se puede realizar una visita por todos estos restos históricos y ver la distribución de las viviendas, que aún conservan mosaicos, pinturas y ornamentación, el alcantarillado, un fórum, un anfiteatro y una basílica entre otras construcciones.
- Poblado ibérico de Puig de Castellet

Se encuentra en la población de Lloret de Mar, en la comarca de la Selva. Fue habitado durante el periodo que va del año 250 al 210 a. C. y sirvió de defensa y control sobre una amplia franja marítima y del territorio terrestre adyacente. Cuenta con un recinto amurallado y en su interior se distribuyen once ámbitos de planta rectangular. Cada uno de ellos tiene una zona dedicada a vivienda y otra a trabajo. En la parte central del poblado se configura un espacio con ámbitos de uso comunitario.
En el año 218 a. C. los romanos ocuparon el asentamiento comercial de Emporion y continuaron su expansión militar, fundando plazas fortificadas de gran importancia estratégica como la situada en la confluencia de los ríos Ter, Oñar, Güel y Galligants. Esta ciudad que recibió el nombre de Gerunda –la actual Gerona– se convertiría en un punto de comunicación de gran relevancia, al servir de escala entre algunas de las ciudades ubicadas en la Vía Augusta, como es el caso de Barcino (Barcelona) y Tarraco (Tarragona). A partir de este momento gran parte de la actividad política y económica empieza a bascular hacia el interior a consecuencia de la pujanza adquirida por Gerona que reclamará para sí el control de la zona costera.
Varios siglos más tarde después de la conquista de la península ibérica por parte de los musulmanes que ostentaron durante algún tiempo el control de esta zona, nos encontramos con una nueva ocupación iniciada por los nobles francos bajo el impulso del Imperio carolingio. Esta nueva conquista de la región dio lugar a lo que conocemos como la Marca Hispánica, compuesta entre otros por condados por el de Ampurias y Gerona. Posteriormente estos condados catalanes iniciaron su progresiva independización del Imperio Carolingio, finalmente pactada con Francia en el año 1258. Algunos años antes, la unión dinástica entre el conde de Barcelona y la hija del rey de Aragón dio lugar a la Corona de Aragón que impulsó la expansión militar, comercial y militar de estos estados por el Mediterráneo. A su vez, la competencia con el Imperio Turco por el control del comercio marítimo y las posesiones ribereñas, indujo a que fueran frecuentes los ataques de los piratas berberiscos contra las localidades que bordean la Costa Brava.
A lo largo de los siglos siguientes, no se produjeron en la región acontecimientos de gran calado debido a la estabilización política y militar de las coronas hispánicas. Con la excepción de la invasión napoleónica, que sin embargo centró su interés en la ubicación estratégica de Gerona. Desde ese momento la historia transcurrió viendo llegar el fenómeno de la industrialización, la revolución de clases, el progresivo fortalecimiento de la clase media, que condujo a mediados del siglo XX a la revitalización de la Costa Brava a través del turismo.

## Espacios naturales

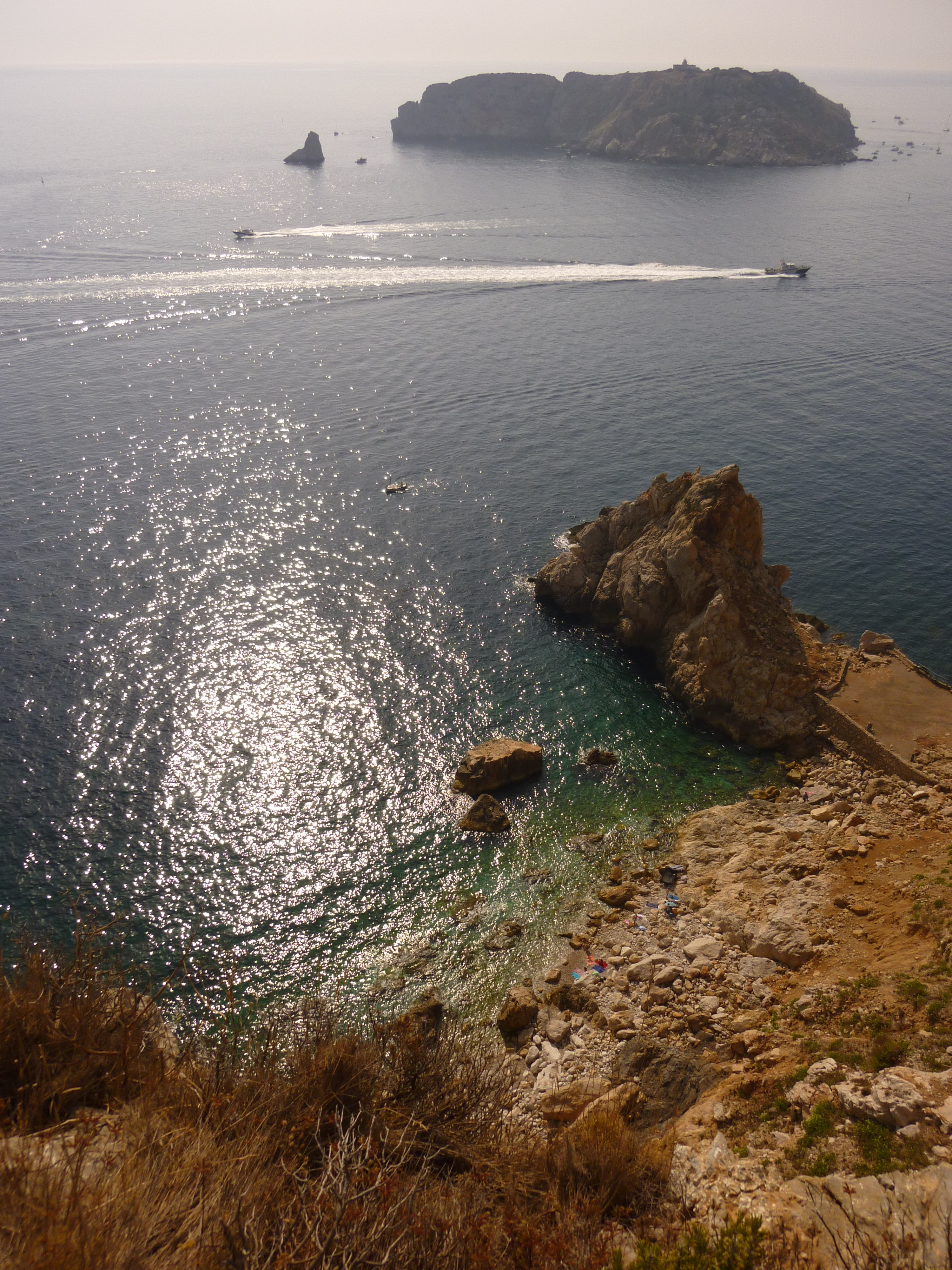
El Molinet y las Islas Medas

Más del 30% del total de la superficie del área de las regiones de Gerona está protegida debido a su interés natural.[cita requerida] Los espacios naturales más importantes de la Costa Brava son:

### Parque natural de Cabo de Creus[3]
Es uno de los espacios naturales más importantes de Cataluña. Está ubicado en torno al accidente geográfico del Cabo de Creus, el punto más oriental de toda la península ibérica. Su territorio pertenece a los municipios de Cadaqués, Puerto de la Selva, La Selva de Mar, Llansá, Vilajuiga, Pau, Palau-Saverdera y Rosas. El espacio, tanto terrestre como marítimo, del parque abarca 13 886 hectáreas y recibe cada año unos 435 000 visitantes. Los fuertes vientos que recorren la zona, especialmente la tramuntana, y el oleaje han ido moldeando esta parte del litoral, configurando un perfil muy abrupto. En todo el territorio encontramos una vegetación escasa pero una fauna muy rica.

### Parque natural de las Marismas del Ampurdán
Se trata de un conjunto de marismas generadas al final del curso del río Muga y del Fluviá. Desde octubre de 1983 está considerado Paraje de Interés Natural. El parque tiene una extensión de 4730 hectáreas aproximadamente, de las que 825 son reserva natural integral estrictamente protegida. El parque está situado en la zona del Alto Ampurdán y lo conforman los municipios de Castellón de Ampúrias, San Pedro Pescador, Palau-Saverdera, Perelada, Pau, Pedret y Marsá, La Escala, Rosas y La Armentera. Su principal interés recae en la riqueza de la flora y la fauna ornitológica sobre todo, especialmente migratoria.

### Islas Medas

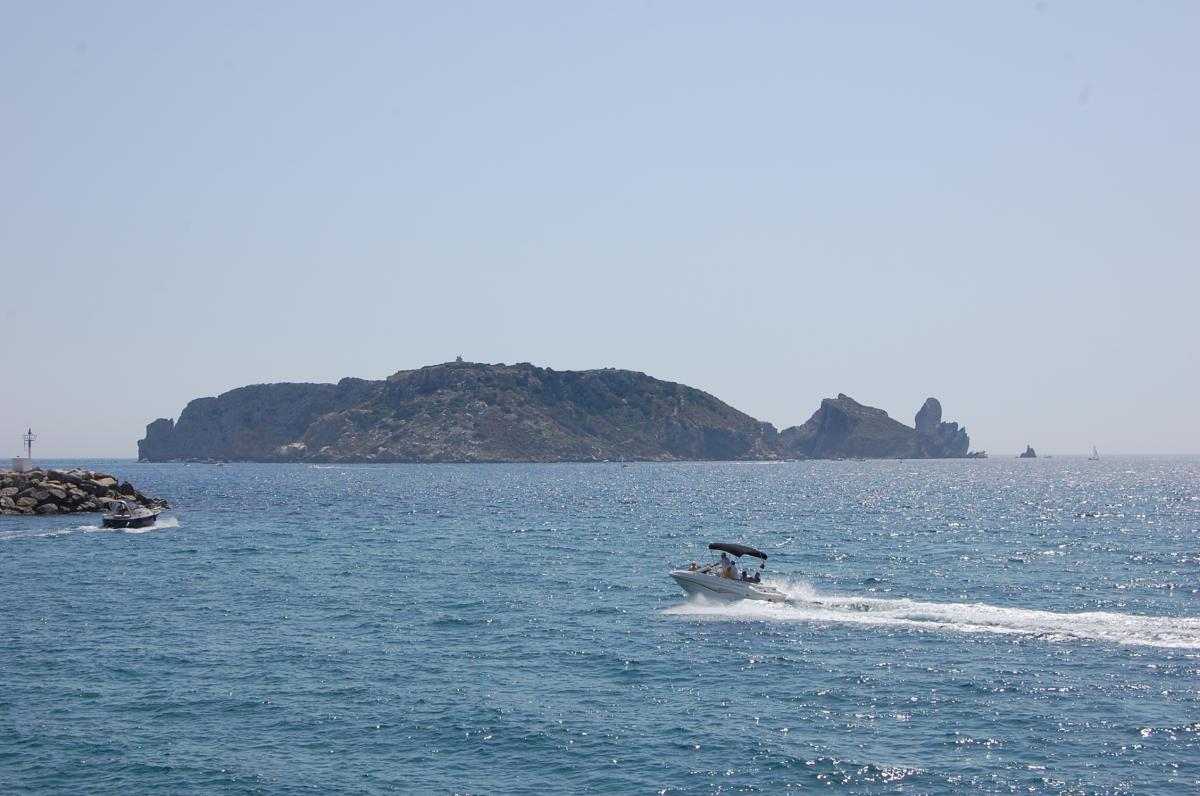
Islas Medas

Pequeño archipiélago situado a 900 m de Estartit, en la playa de Torroella de Montgrí. Son prácticamente las únicas islas del litoral de Cataluña y están formadas por las elevaciones de la sierra de Montgrí. Hay un total de siete islotes, con fondos rocosos y cuevas submarinas que lo convierten en un espacio perfecto para practicar el submarinismo. La zona está considerada reserva marina por su rico ecosistema, favorecido por su proximidad a la desembocadura del río Ter.

### Ses Negres
La Reserva Marina de Ses Negres está situada en la comarca del Bajo Ampurdán, en Begur, justo en el centro de la Costa Brava. Se extiende a lo largo de 1300 metros de litoral, entre las calas de sa Riera y Aiguafreda. Presenta una superficie total de 80 ha, la cual incluye los acantilados que rodean las montañas de Begur.

### Jardines botánicos
En la zona de la Costa Brava, existen diversos jardines botánicos que exhiben tanto la diversidad vegetal local cómo especies tropicales, no autóctonas de la zona. Los jardines de Cap Roig, el parque histórico del Castillo de Perelada de 1877, Santa Clotilde en Lloret de Mar, jardín botánico Marimurtra en Blanes y jardín botánico Pinya de Rosa también situado en el municipio de Blanes son los más importantes de la región.

### Calas y playas

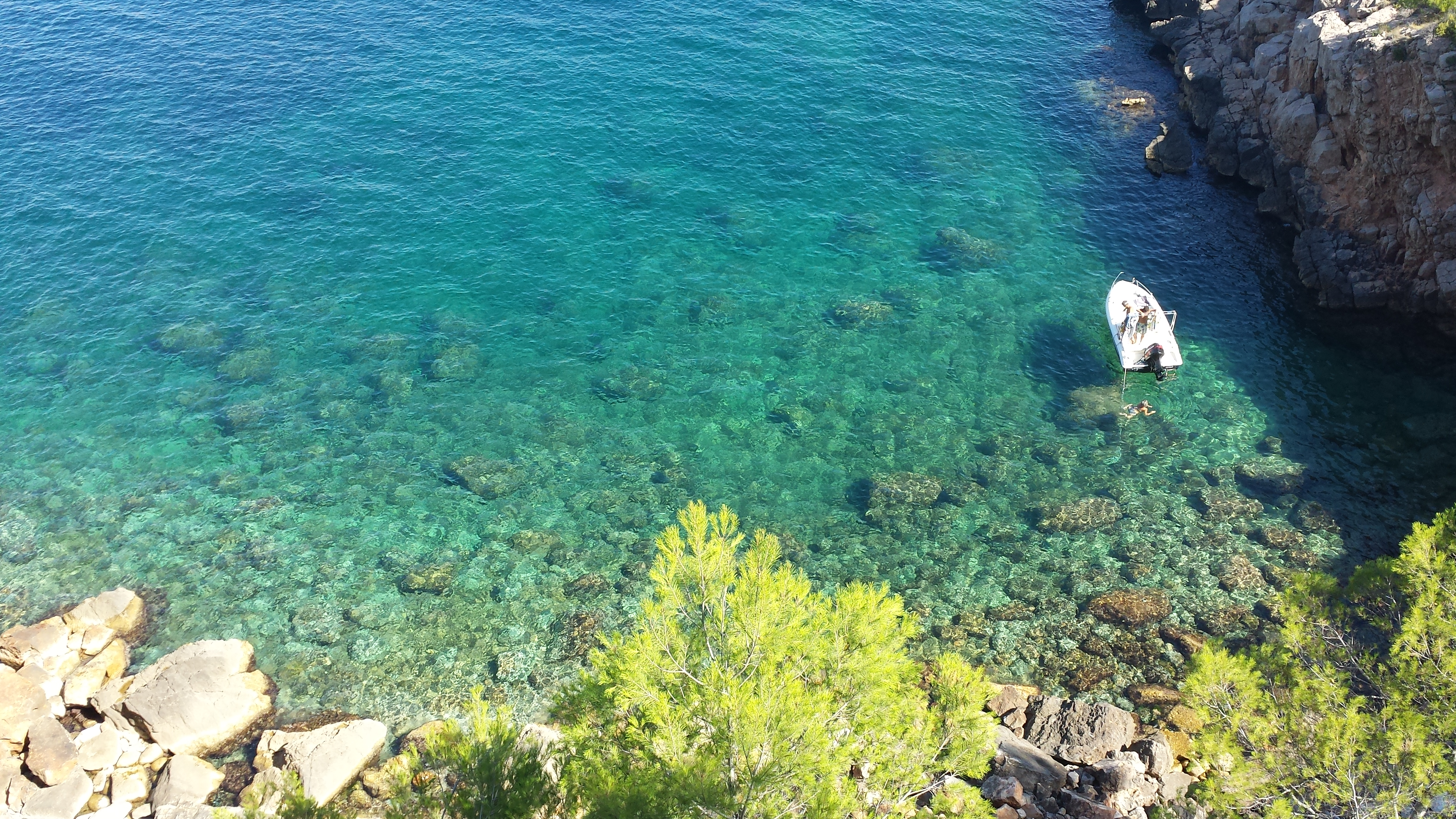
Detalle de una de las calas dentro de Cala Montgó en La Escala.

Las playas de la Costa Brava se caracterizan por la calidad de sus aguas. A muchas de estas se les ha atribuido la Bandera Azul, símbolo inconfundible de agua limpia y libre de contaminación. Algunas de estas playas son las de Lloret de Mar, Tamariu en Palafrugell, Cala Cristos-Cala Gogo de Calonge, La Fosca de Palamós y Mar Menuda de Tosa de Mar. Otro de los rasgos característicos de la Costa Brava son las pequeñas calas o playas escondidas, rodeadas de vegetación, debido a la erosión del mar sobre los acantilados. Algunas sólo son accesibles desde el mar y a muchas otras sólo se puede llegar por caminos costeros que recorren la costa en algunos municipios de la Costa Brava.

## Localidades
El territorio de la Costa Brava está formado por localidades del Alto Ampurdán, Bajo Ampurdán y parte de las localidades más costeras de La Selva. El litoral de la zona costera está formado por las siguientes poblaciones, listadas de norte a sur:

### Portbou

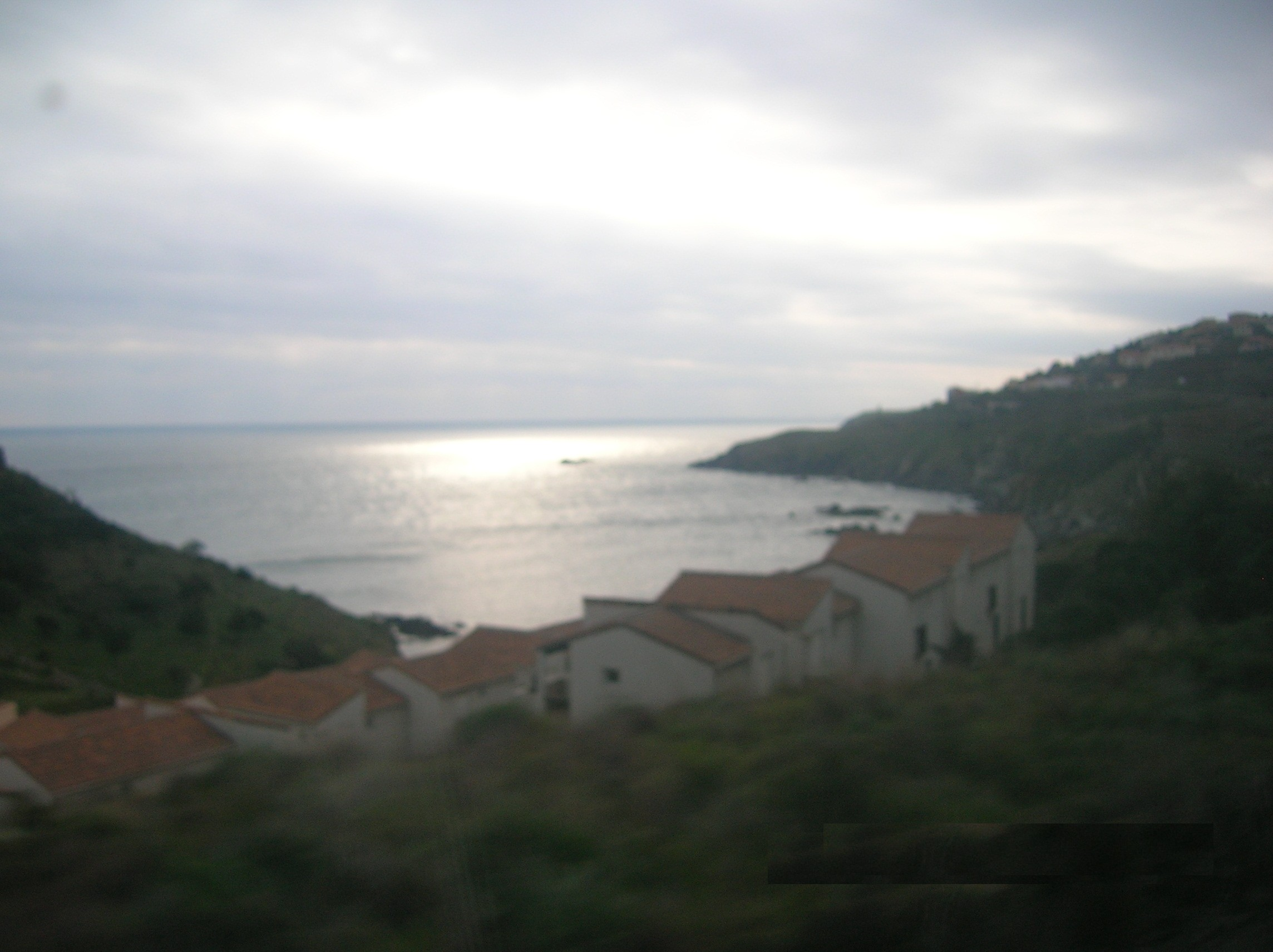
La Costa Brava en las proximidades a Portbou, Gerona.

Es el municipio que se encuentra en la parte más septentrional de la Costa Brava, está en la comarca del Alto Ampurdán y limita con Francia. En un pequeño pueblo que no llega a 1500 habitantes, de tradición pesquera y que ofrece numerosas posibilidades de ocio en su litoral, como el buceo u otras actividades acuáticas.

### Colera

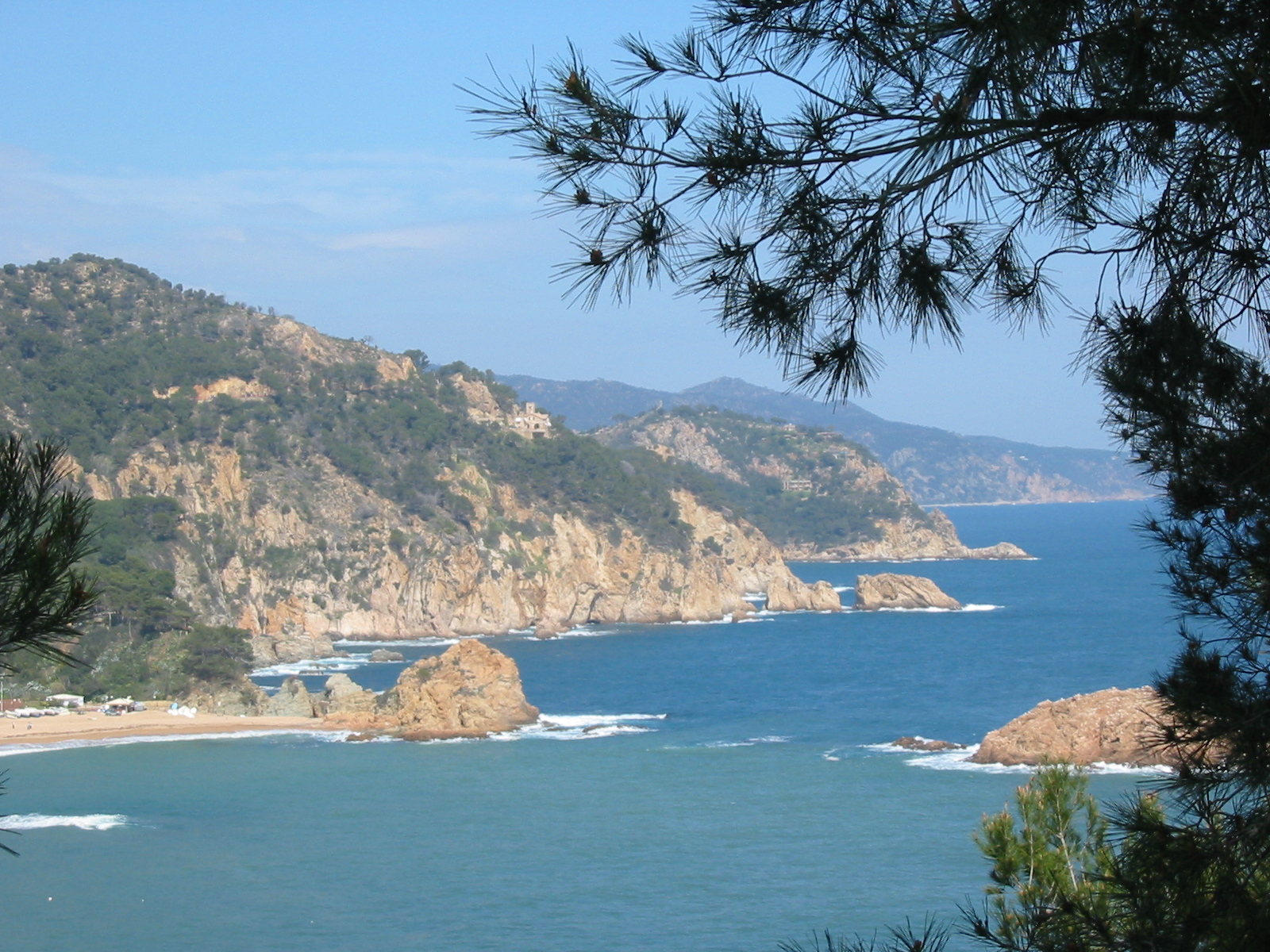
Tosa de Mar

Pequeño municipio que tiene aproximadamente 600 habitantes. Su litoral está formado por seis playas: Cala Rovellada, playa d'en Goixa, playa Carbassó, playa de Garbet, playa de les Assutzenes y playa nudista del Borró.

### Llansá
Oficialmente y en catalán Llançà. Localidad de la comarca del Alto Ampurdán de casi 5000 habitantes. Está rodeada por el parque natural de Cabo de Creus y el de l’Albera, tanto por tierra como por mar. Cuenta con playas pequeñas y tranquilas que se combinan con la presencia de restos históricos megalíticos y prerrománicos.

### Puerto de la Selva
Oficialmente y en catalán Port de la Selva. Forma parte de la comarca del Alto Ampurdán y tiene poco más de 1000 habitantes. Se trata de un municipio de tradición pesquera que ha sido relevada en parte por la llegada del turismo a la zona.

### Cadaqués

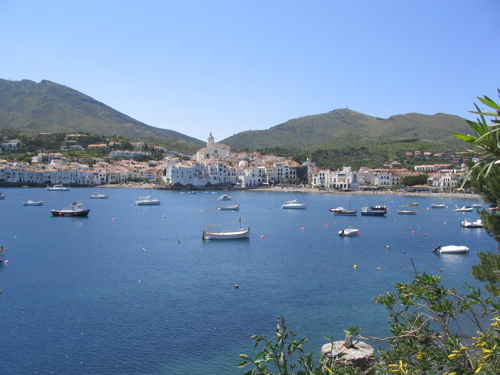
Cadaqués

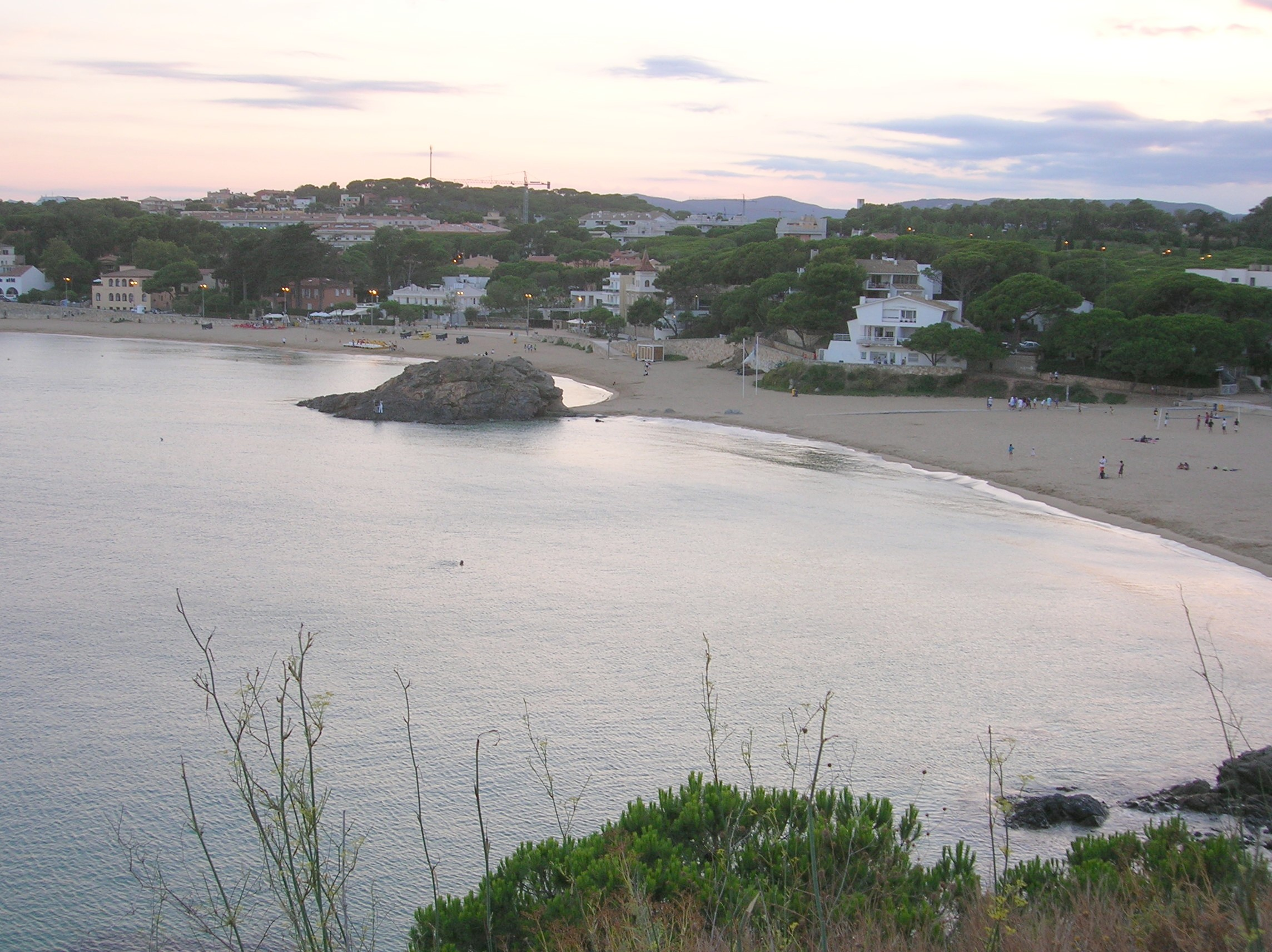
Palamós

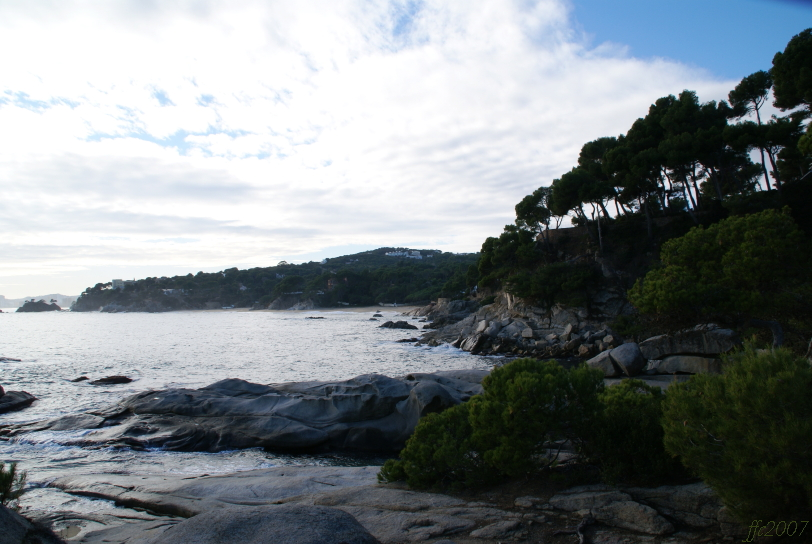
Calonge

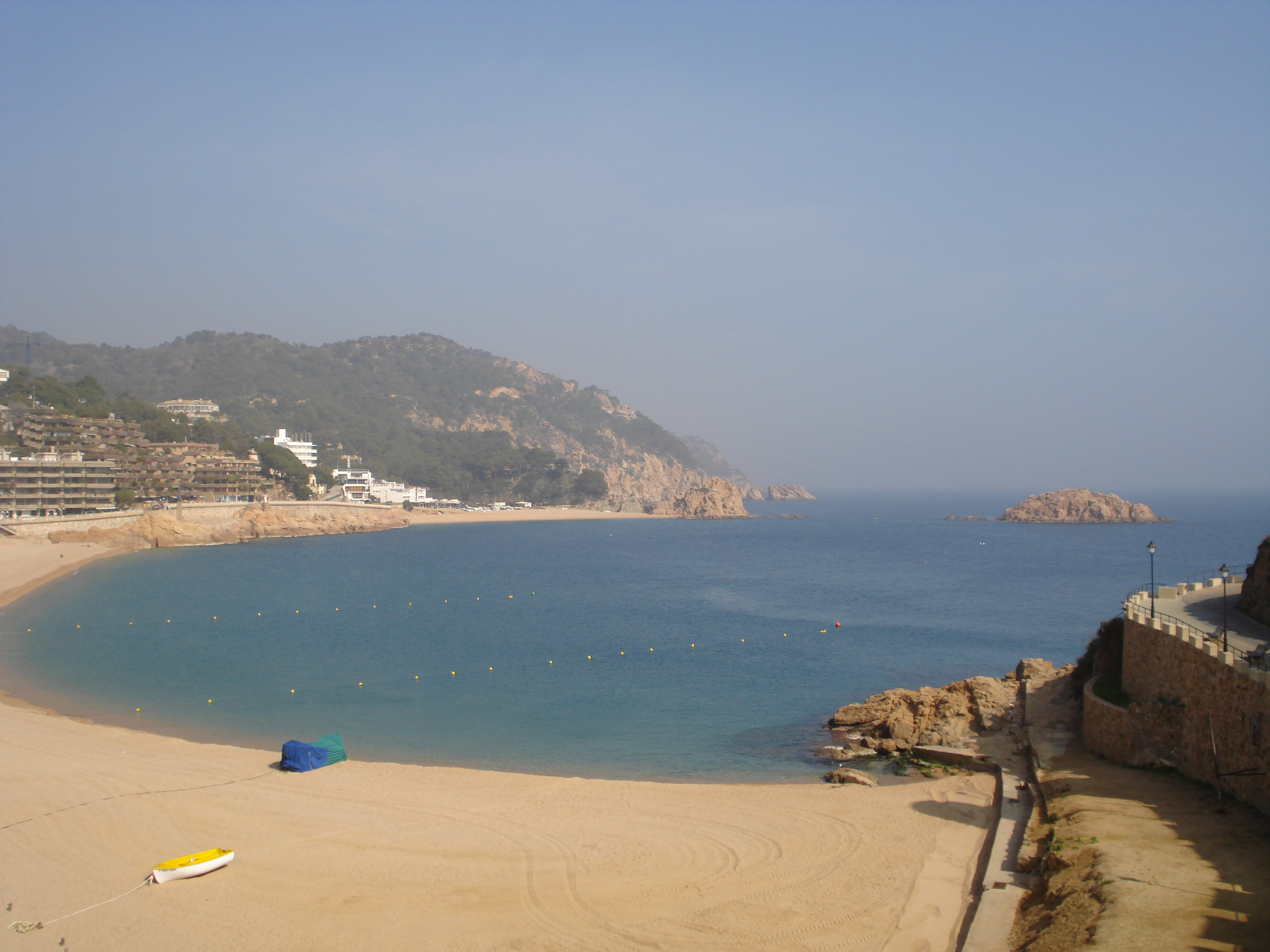
Playa de Tosa de Mar en invierno

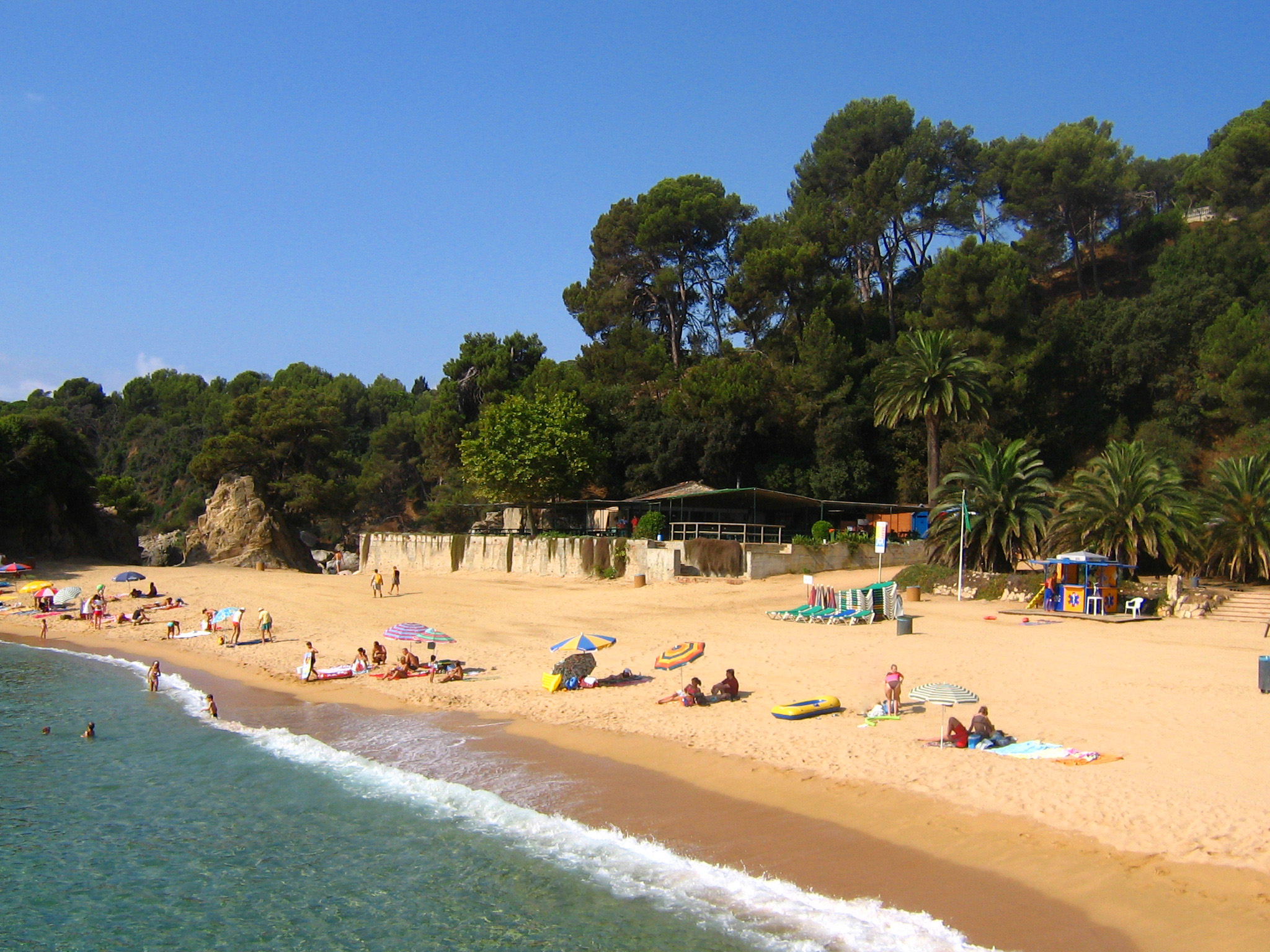
Lloret de Mar

Municipio de la comarca del Alto Ampurdán situado al este del cabo de Creus. Su paisaje cautivó a numerosos artistas, entre ellos Salvador Dalí. El pintor vivió en el pueblo junto a Gala y ahora se puede visitar su residencia, la Casa Museo Salvador Dalí. Aunque se trata de una localidad que atrae muchas visitas de turistas, la zona no se ha masificado y sigue manteniendo su aspecto de pueblo de pescadores.
Los tres sitios más recomendados de Cadaqués son:
- La muralla. Este es uno de los emblemas de Cadaqués; antes de entrar al centro histórico del pueblo puede verse el único resto que queda de la muralla, un arco rebajado a modo de entrada.
- El paseo marítimo. Este paseo cuenta con una estatua de Salvador Dalí. Además, desde de dicho paseo puede verse la Casa Blaua, uno de los edificios más llamativos de la localidad.
- La iglesia de Santa María. Esta iglesia se encuentra en lo alto de la colina y fue construida en sustitución a la que destruyó Barbarroja.

### Rosas
Oficialmente y en catalán Roses, este pueblo del Mediterráneo ha experimentado un gran crecimiento con la llegada del turismo. Actualmente tiene unos 18 000 habitantes aproximadamente. Su oferta lo convierte en un destino que se adapta a todo tipo de turistas. Entre su patrimonio destaca la Ciudadela de Rosas, una fortaleza medieval del siglo XVI, y los restos megalíticos.

### Castellón de Ampurias
Oficialmente y en catalán Castelló d'Empúries. Es un pueblo de cerca de 11 000 habitantes que engloba parte del Parque de las Marismas del Ampurdán. Una de sus fiestas más importantes es Terra de Trobadors, que se celebra el fin de semana más cercano al día 11 de septiembre y homenajea a la música de la Edad Media.

### San Pedro Pescador
Oficialmente y en catalán Sant Pere Pescador. Municipio en el centro del Golfo de Rosas, en la comarca del Alto Ampurdán. Sus playas conforman un entorno idóneo para practicar deportes de agua como el windsurf, kitesurf o kayak, entre otros.

### La Armentera
Forma parte de la comarca del Alto Ampurdán. Es uno de los municipios que conforma el Parque de las Marismas del Ampurdán.

### La Escala
Municipio costero del Alto Ampurdán. Es conocido por las anchoas que se pescan y se comen en la zona, que han dado paso a la creación de la Denominación de calidad Anchoas de la Escala.

### Torroella de Montgrí
Pueblo de la comarca del Bajo Ampurdán. En la zona es de destacar la presencia del Castillo de Montgrí inacabado del siglo XIV situado en la cima del Macizo del Montgrí.

### Estartit
Pueblo del municipio de Torroella de Montgrí (Bajo Ampurdán), situado a la izquierda de la desembocadura del Ter, al oeste del Macizo del Montgrí, entre la montaña Grande i el mar, teniendo delante la reserva natural de las Isles Medas.

### Pals
Localidad de la comarca del Bajo Ampurdán de poco más de 2800 habitantes. Está formada por tres núcleos: Pals, Masos de Pals y la playa de Pals. Las singularidades de cada uno de estos ofrecen diferentes propuestas a los turistas. Pals alberga la mayor parte del patrimonio de la zona, Masos de Pals está formado por un conjunto de masías de un gran interés arquitectónico y la playa de Pals dispone de todos los recursos para disfrutar del Mediterráneo.

### Bagur
Oficialmente y en catalán Begur. Se sitúa en la comarca del Bajo Ampurdán. Se trata de un pueblo pescador que dispone de unas de las mejores playas y calas de la Costa Brava: Sa Riera, Aiguafreda, Sa Tuna, Fornells y Aiguablava.

### Palafrugell
Municipio de la comarca del Bajo Ampurdán. Está situado al pie del macizo de las Gavarras. Está conformado por 9 núcleos de población: El Bruguerol, Calella de Palafrugell, Ermedàs, Llafranch, Llufríu, Palafrugell, Santa Margarida, Tamariu y Vilaseca. En Calella de Palafrugell, cada año, durante el mes de julio, se celebra el típico festival de Habaneras.

### Montrás
Pueblo de la comarca del Bajo Ampurdán. Su territorio municipal incluye las islas Formigues, un archipiélago formado por cuatro islotes que son una perfecta opción para practicar submarinismo debido la gran riqueza de sus aguas.

### Palamós
Este municipio de la comarca del Bajo Ampurdán tiene el tercer puerto comercial más importante de Cataluña, después del de Barcelona y Tarragona. Las gambas son las protagonistas de la cocina de la localidad, y están consideradas cómo las mejores de la zona.

### Calonge
Municipio de la comarca del Bajo Ampurdán, dividida en dos partes: Calonge por un lado, y San Antonio de Calonge por otro. Bonitas playas y calas como Roques Planes, Ses Torretes (popularmente conocida como Cala Gogo por estar junto al camping del mismo nombre), Torre Valentina, etc.

### Castillo-Playa de Aro
Este municipio está formado por Castillo de Aro (Castell D'Aro), Playa de Aro (Platja D'Aro) y S’Agaró. Los tres núcleos ofrecen un entorno ideal para la práctica de deporte; además de una propuesta de ocio, comercio y actividades culturales importante. Durante la llegada del turismo en la Costa Brava, este pueblo se ha convertido en uno de los principales destinos.

### Sant Feliu de Guíxols
Este municipio, de la comarca del Bajo Ampurdán, ha adquirido un renombre internacional gracias al festival de música que se celebra cada verano en la zona, el Festival Internacional de la Porta Ferrada, instituido en 1958.

### Santa Cristina de Aro
Este municipio de la comarca del Bajo Ampurdán, situado al sur de ésta, en el límite con el Gironés y La Selva, en la provincia de Gerona, Cataluña. Está formado por las parroquias de Santa Cristina, Romanyá de la Selva, Solius y Bell-lloc además de otros pequeños núcleos.

### Tosa de Mar
Este municipio se ha convertido en el destino por excelencia de muchos turistas. Sus playas, su patrimonio histórico, y su oferta de ocio atraen a muchos visitantes, especialmente durante el verano.

### Lloret de Mar
Pueblo de la comarca de la Selva. Su oferta turística está llena de contrastes. La zona destaca por su gran variedad de oferta en ocio nocturno, así como en patrimonio histórico y monumental. Es de destacar la presencia del Poblado ibérico de Puig de Castellet.

### Blanes
Su término municipal pertenece a la comarca de la Selva. Es el pueblo que delimita la Costa Brava por el sur. Su paisaje, que agrupa montañas, playas y calas, le ha convertido en uno de los destinos más visitados de la Costa Brava.

## Arte y cultura
La zona de la Costa Brava es un territorio de una gran riqueza cultural que se expresa en la mayoría de sus fiestas locales y festivales, y queda representada en el conjunto de museos, restos arqueológicos de la región y en su patrimonio monumental.

### Fiestas populares

#### Concurso internacional defuegos artificialesde la Costa Brava
Del 22 al 27 de julio en Blanes se celebra uno de los concursos de fuegos artificiales con más renombre de Europa. Este concurso tiene ya un siglo de tradición, solo durante el período de la Guerra Civil en España se dejó de festejar.

#### Corpus Christi- Alfombras florales
Fiesta religiosa que se celebra el 22 de mayo en el casco antiguo de Tosa de Mar. Los vecinos instalan altares y adornan con alfombras de flores las calles por donde desfila la procesión.

#### Recital deHabanerasdeCalella de Palafrugell
Es un recital que se celebra anualmente desde 1967 el 5 de julio. Durante un día Calella de Palafrugell se convierte en la capital de la habanera dónde el pueblo cubano y el español se unen interpretando canciones populares que trajeron los marineros desde el Caribe en el siglo XIX.

#### Verbena de San Juan
En todas las localidades de la Costa Brava, durante la noche del 23 de junio se celebra la llegada del verano en torno a hogueras purificadoras.

#### Cabalgata de Reyes Magos
En los principales municipios de la Costa Brava, se organiza la Cabalgata de Reyes durante la noche del 5 de enero. Melchor, Gaspar y Baltasar desfilan en carrozas o montados a caballo por los pueblos, para repartir regalos a todos los niños.

#### Día de San Jordi
Esta fiesta se celebra el 23 de abril. En Cataluña, tradicionalmente, se conoce como el día de los enamorados, en que las parejas se regalan un libro y una rosa. Esta festividad también es entendida como una reivindicación a la cultura catalana, y por este motivo muchos balcones se engalanan con la señera.

### Otras fiestas populares y festivales que se llevan a cabo en zonas de especial interés son
- Festival Internacional de Música tradicional: se lleva a cabo en Agullana.
- Festival de jazz de Bañolas: Se realiza en Bañolas.
- Festival Internacional de Música de Begur
- Festival de Música Clásica El Convent: Blanes
- Festival de Verano – Noches de Música y Juegos: Blanes
- Festival de Música de Cadaqués
- Festival de los Jardines de Cap Roig: Calella de Palafrugell
- Festival de Música de Calonge
- Musicant: Campllonch
- Tierra de Trovadores: Castellón de Ampurias.
- Festiva de Música de Albera: Puerto de la Selva.
- Festival Acústica: Figueras.
- Festival de Jazz de Gerona
- Nits de Clàssica: Gerona
- Festival Internacional de Música: La Escala – Ampurias
- Festival de Música de la Bisbal de Ampurdán
- Festival de Jazz de la Costa Brava: Palafrugell
- Festival de Música de Pals
- Festival de Internacional de Música del Castillo de Perelada
- Festival Internacional de Canto y Música de Cámara en Portbou
- Festival de Blues, Jazz y Gospel de Rosas
- Festival Internacional de Música en S´Agaro, Playa de Aro
- Festival Internacional de Porta Ferrada en San Feliu de Guíxols
- Festival de San Feliu: hardcore
- Festival Internacional de Música Clásica: San Pedro Pescador
- New Music Festival – Música Tretze: En Saus
- Festival de Techno House: Torroella de Montgrí
- Festival Internacional de Música: Tosa de Mar
- Schubertíada: Vilabertran
- Festival White Summer Market: Serres de Pals

### Museos
En la zona de la Costa Brava existen un total de 65 museos catalogados que muestran el reflejo de las expresiones artísticas que se han sucedido a lo largo de la historia.
- Casa-museo Salvador Dalí

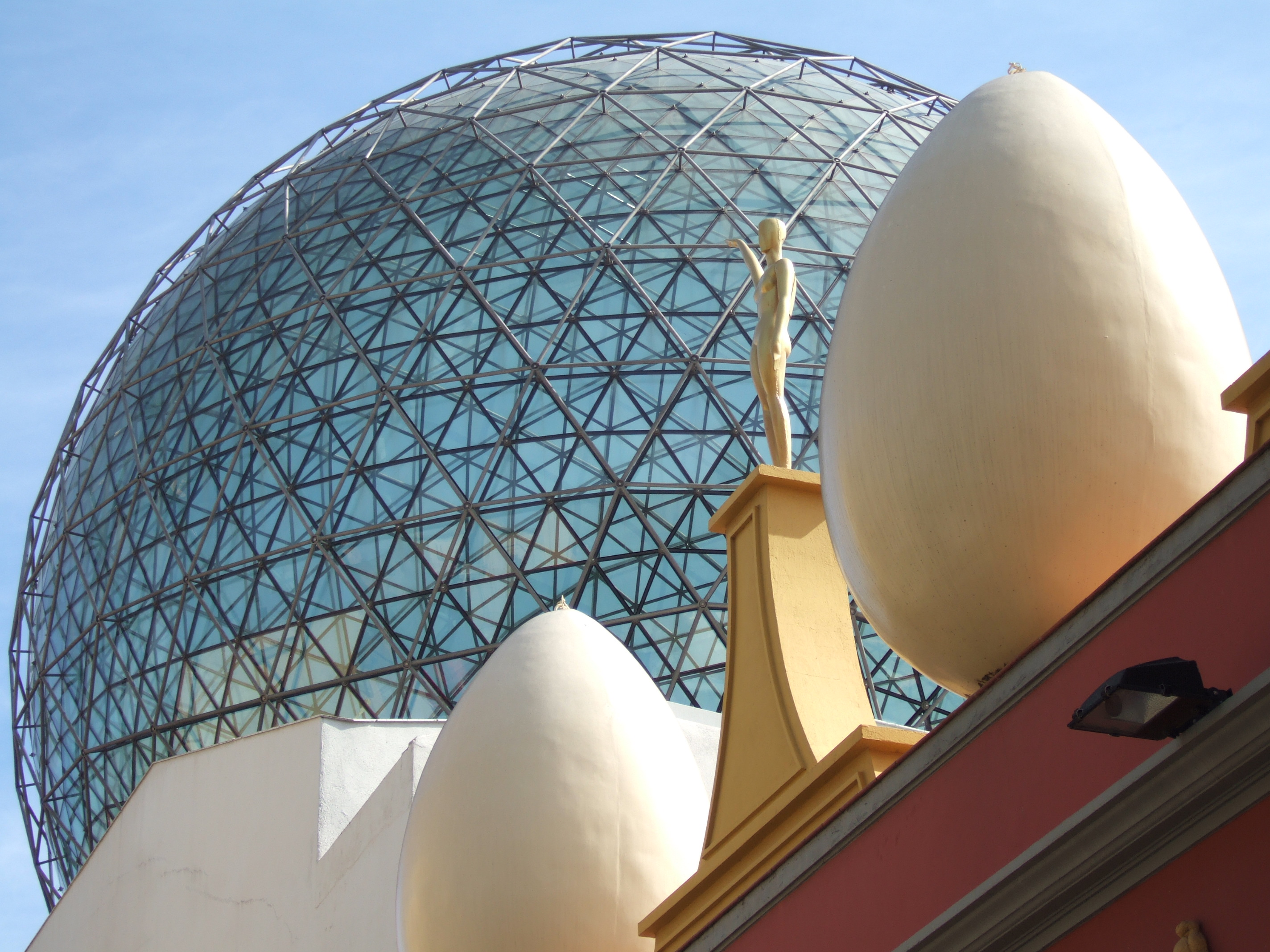
Vista de la cúpula del Teatro-Museo Dalí

Es un lugar de visita imprescindible si se quiere conocer profundamente el universo del pintor. Se sitúa en la bahía de Portlligat, en el norte de Cadaqués, la ciudad donde Dalí pasó gran parte de su niñez y juventud. En ella se puede visitar el taller del artista, la biblioteca, las habitaciones privadas y el jardín y la piscina.
Salvador Dalí vivió allí desde el 1930 hasta el 1982, año en el que murió Gala y él se estableció en el Castillo de Púbol. Actualmente se puede visitar toda la casa, llena de objetos relacionados con la actividad artística del pintor, y los espacios exteriores.
- Museo arqueológico de Catalunya-Ullastret

En este museo, situado en la población de Ullastret, se recogen muchos de los objetos hallados en las campañas de excavación que se realizan anualmente en el yacimiento ibérico de la localidad.
- Castillo Gala-Dalí - Púbol

Es la residencia donde vivió Salvador Dalí después de la muerte de Gala. Fue el último taller del artista y está abierto al público desde 1996. El Castillo fecha del siglo XI y, aunque el espacio conserva su aspecto exterior, Dalí restauró todo el interior, como la antigua cocina convertida en el baño de Gala o el Salón del piano.
Dentro del castillo se pueden ver las pinturas y dibujos que el artista regaló a Gala para decorar el castillo, además de las esculturas de elefantes que decoran el jardín, la colección de vestidos de alta costura que pertenecieron a Gala y los numerosos objetos que usaron para su decoración.
- Museo del Juguete de Cataluña

Se inauguró en 1982. En el museo se pueden ver más de 4.000 juguetes antiguos que pertenecieron a personajes como Anna Maria y Salvador Dalí, Federico García Lorca, Ernest Lluch, Salvador Puig Antich, Pere Casaldàliga, Josep Palau Fabre, Quim Monzó, Federic Amat, Joan Miró o Joan Brossa. Al museo se le otorgó el Premio Nacional de Cultura Popular en 1999.
- Teatro-Museo Dalí

Abierto en 1.974, el Teatro-Museo Dalí fue construido en las ruinas del viejo teatro municipal de Figueras y diseñado por el propio Salvador Dalí.
Contiene un amplio abanico de obras que describen la trayectoria artística de Dalí: desde sus primeras experiencias artísticas y sus creaciones surrealistas, hasta los últimos trabajos de su vida.
Algunas de las obras que se exhiben en el museo son Port Alguer (1924), El Espectro del Sex Appeal (1932), Autorretrato blando con bacón frito (1941), Poesía de América (1943), Galarina (1944-1945), La cesta de Pan (1945), Leda Atómica (1949) y Galatea de las esferas (1952).
Otras piezas producidas por Dalí para el Teatro Museo son La Habitación de Mae West, El Palacio del Viento y el monumento a Francesc Pujols.
- Museo del Castillo de Perelada

Dentro del recinto del Castillo de Perelada, se encuentra el Convento del Carmen, que actualmente alberga las colecciones de los propietarios del castillo. Siguiendo la visita guiada se puede ver la iglesia del siglo XIV, la biblioteca que cuenta con 80.000 volúmenes (200 incunables, 800 ejecutorias de nobleza y más de 1000 ediciones diferentes del Don Qujote, en 33 idiomas diferentes), las colecciones de cerámica y vidrio, esta última una de las más importantes del mundo, el museo del vino y la bodega del cava Gran Claustro. También puede visitarse el parque histórico del castillo, diseñado por François Duvillers en 1877, por encargo de los Condes de Perelada.

## Gastronomía
A principios del siglo XXI, las regiones de Gerona se han convertido en uno de los principales centros de peregrinación gastronómica en el mundo. De hecho no es ningún secreto que el centro de la cocina de vanguardia está situado en el Cabo de Creus en el tramo norte de la Costa Brava donde el El Bulli de Ferrán Adriá (en Cala Montjoi) ha creado una nueva escuela.
Las regiones de Gerona han sido siempre referencia de la buena cocina: la cocina de vanguardia no podría haber surgido sin antecedentes históricos, sin los productos locales, sin las materias primas de la región provenientes de su agricultura, horticultura, viticultura, de la producción de aceitunas, de la ganadería, la pesca, etc.
Más allá de la revolucionaria nouvelle cuisine que rompió con siglos de cocina barroca, la generalización del nuevo movimiento culinario tiene sus raíces en Gerona, en el artístico e innovador espíritu emprendedor de Cataluña.

## Comunicaciones
La Costa Brava posee una red de accesos y conexiones privilegiada debido a su situación geográfica. El conjunto de localidades que la forman están conectadas entre ellas por una buena red de carreteras, con servicios regulares de autobuses y tren.
Gerona está situada a 104 kilómetros de Barcelona y a 62 kilómetros de la frontera con Francia, y existen conexiones por carretera y vía ferroviaria a los dos puntos.
En Viloví de Oñar, además, se encuentra el aeropuerto de Gerona, con compañías aéreas que vuelan a diferentes ciudades europeas.

## Clima
La Costa Brava disfruta de un clima suave, propio del Mediterráneo: ni el frío de los inviernos ni el calor de los veranos son extremos. La temperatura media anual oscila entre los 14 °C y los 17 °C. Los meses más calurosos son julio y agosto con temperaturas mínimas de 16 °C y máximas de 35 °C, mientras que noviembre es el más lluvioso; diciembre, enero y febrero son los más fríos.